# 九黎
九黎（きゅうれい）は中国神話・古代中国の伝説に登場する民族の総称のひとつである。黎氏は大きく分けて9つの民族、小さく分けると81の氏族があったという。
中国の古代の帝のひとりである少昊（黄帝の子）の時代などに天下を乱したとされる。古代伝説的な王の存在である伏羲や女媧、神農などはこの九黎のなかから出たと考える説も存在している。とりわけ、『国語』（楚語 下）の注には「九黎，蚩尤之徒也」とあったりするなど、黄帝と対立した蚩尤（しゆう）はこの九黎の頭目であったとされる。その九黎の一族から分かれて生き残ったのが三苗（三苗人）であるともされている。
「九黎は9人である」と『尚書』の注などでも書かれており、九黎という存在は複数の氏族の総称であるという解釈は古くから存在している。蚩尤に存在した81人（72人などとも称される）の兄弟という記述も、蚩尤が九黎の君主とされていた記述から九黎のことを指しており、『尚書後案』でも少昊の時代（蚩尤が反乱を起こした時代より後にあたる）に世を乱したのはその余類であろうと示している。